# Wadley, Alabama
Wadley là một thị trấn thuộc quận Randolph, bang Alabama, Hoa Kỳ. Dân số năm 2009 là 645 người, mật độ đạt 171 người/km².